# Le Chant du destin (film, 1936)
Pour plus de détails, voir Fiche technique et Distribution.
Le Chant du destin est un film franco-autrichien réalisé par Jean-René Legrand et sorti en 1936.
Il s'agit de la version française de Abenteuer am Lido, film de Richard Oswald sorti en 1933.

## Fiche technique
- Titre : Le Chant du destin
- Réalisation : Jean-René Legrand
- Scénario : Henri-André Legrand et Ninon Steinhoff
- Photographie : Karl Puth et Hans Theyer
- Décors : Artur Berger
- Musique : Walter Jurmann et Bronislau Kaper
- Société de production : Pan Film (Vienne)
- Pays :  France -  Autriche
- Durée : 88 minutes
- Date de sortie  : France - 8 janvier 1936

## Distribution
- Gautier-Sylla
- Robert Guillon
- Anny Hartmann
- Joan Helda
- Lucien Muratore
- Annie Rosar
- Suzanne Stanley